# Medalla Julie Dolan
La Medalla Julie Dolan es un premio que se otorga anualmente a la futbolista elegida como la mejor jugadora de la W-League, máxima categoría del fútbol femenino en Australia. Anteriormente, la distinción se otorgaba a la mejor jugadora de la Women's National Soccer League (WNSL), antigua liga de primera división de este país. La medalla lleva el nombre de la excapitana del seleccionado femenino de Australia Julie Dolan.
Desde 2016, el premio se ha entregado junto con la Medalla Johnny Warren en un evento conocido como Warren - Dolan Awards, donde se presentan los premios de la A-League y la W-League.

## Ganadoras

### WNSL
| Año     | Ganadora                       | Club                                | Ref.  |
| ------- | ------------------------------ | ----------------------------------- | ----- |
| 1996–97 | ¿?                             |                                     |       |
| 1997–98 | Sharon Black                   | SA Sports Institute                 | [ 3 ] |
| 1998–99 | Julie Murray                   | NSWIS Sapphires                     |       |
| 1999–00 | Ann Marie Vozzo                | SASI Pirates                        |       |
| 2000–01 | Taryn Rockall                  | NSW Sapphires                       | [ 4 ] |
| 2001–02 | Joanne Peters                  | NSW Sapphires                       | [ 5 ] |
| 2002–03 | Lisa De Vanna Heather Garriock | Adelaide Sensation Queensland Sting | [ 6 ] |
| 2003–04 | ¿?                             |                                     |       |
| 2004–05 | Taryn Rockall                  | NSW Sapphires                       | [ 4 ] |

### W-League

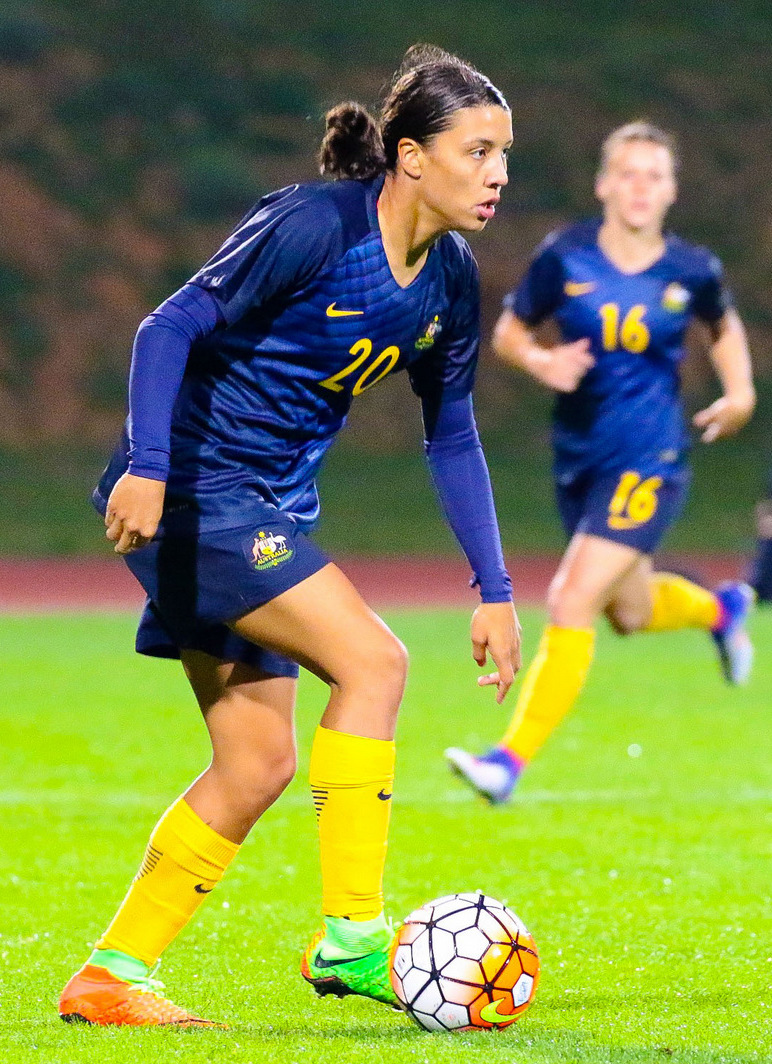
Sam Kerr, dos veces ganadora de la Medalla Julie Dolan.

| Año     | Ganadora                    | Club                      | Ref.   |
| ------- | --------------------------- | ------------------------- | ------ |
| 2008-09 | Lana Harch                  | Queensland Roar           |        |
| 2009    | Michelle Heyman             | Central Coast Mariners    | [ 7 ]  |
| 2010-11 | Kyah Simon                  | Sydney FC                 | [ 8 ]  |
| 2011-12 | Sally Shipard               | Canberra United FC        | [ 9 ]  |
| 2012-13 | Clare Polkinghorne          | Brisbane Roar             | [ 10 ] |
| 2013-14 | Tameka Butt                 | Brisbane Roar             | [ 11 ] |
| 2014    | Emily van Egmond            | Newcastle Jets            | [ 12 ] |
| 2015-16 | Ashleigh Sykes              | Canberra United FC        | [ 13 ] |
| 2016-17 | Sam Kerr                    | Perth Glory               | [ 14 ] |
| 2017-18 | Sam Kerr Clare Polkinghorne | Perth Glory Brisbane Roar | [ 15 ] |
| 2018-19 | Christine Nairn             | Melbourne Victory         | [ 16 ] |
| 2019-20 | Kristen Hamilton            | Western Sydney Wanderers  | [ 17 ] |
| 2020-21 | Michelle Heyman             | Canberra United FC        | [ 18 ] |